# 이상린 (1856년)
이상린(李相麟, 1856년 1월 1일 ~ 1946년 3월 23일)은 대한제국의 항일 의병장 겸 독립운동가이다.
본관은 공주(公州), 호(號)는 산촌(山村)이다.

## 생애

### 생애 초반
충청남도 예산(禮山) 출생인 그는 1888년 음서로 천거되어 1888년 8월에서 1894년 1월까지 조선국 충청도 제천군 예하 군서기관 직을 지냈고 1894년 1월에 관료직을 퇴임하였다.

### 조선 관료 퇴임을 한 이후 대한제국의 구국을 위한 항일 의병 활동과 대한독립군 양성 활동
1895년 을미사변이 발생하자 1896년 이세영(李世永)·이봉학(李鳳鶴) 등과 의병을 규합하여 홍주(洪州) 의진을 결성한 김복한(金福漢)의 휘하에 입진하여 홍주성 탈환작전에 참여하였다. 그후 참모장 이세영과 함께 의병을 거느리고 공주부(公州府)로 진격하였다고 한다. 그러나 홍주가 적에게 함락됨에 홍주7의사의 1인으로 적에게 체포되어 징역 3년형을 받았으나 황제의 특지(特旨)를 받아 석방되었다. 1905년 을사늑약이 늑결되자 유동희(柳東熙), 이봉학 등과 함께 상경하여 궁문 밖에서 을사5조약을 무효화할 것을 상주하였다. 그후 국내에서의 의병운동이 한계에 달하자 북간도(北間島)로 망명하여 독립군 군관학교(軍官學校)를 설립하여 독립군 양성에 심혈을 기울였다고 한다.

### 정당 당원 이력
- 前 한국독립당 대표상임위원(1921년~1922년)

### 사후
대한민국 정부에서는 고인의 공훈을 기리고자 1977년 대한민국 대통령 표창장을 1990년에 대한민국 건국훈장 애족장을 각각 추서하였다.